# روبن موراي (اقتصادي)
روبن موراي (بالإنجليزية: Robin Murray)‏ هو اقتصادي بريطاني، ولد في 14 سبتمبر 1940، وتوفي في 29 مايو 2017.